# Casa Cànovas
Casa Cànovas és una finca del municipi de Cadaqués (Alt Empordà) inclosa en l'Inventari del Patrimoni Arquitectònic de Catalunya.

## Descripció
Situada dins del nucli antic de la població, davant del passeig del general Escofet i de la platja Gran. Presenta una petita façana posterior al carrer de l'Embut, sense cap element destacable.
Edifici entre mitgeres de planta en forma de L, amb la coberta a dues vessants de teula i que consta de planta baixa, dos pisos i un petit altell, retirat de la línia de carrer. Davant la façana principal hi ha un petit espai de pati, totalment enjardinat. A la planta baixa presenta dos grans portals d'arc de mig punt, bastits amb unes grans vidrieres que permeten el pas de la llum a l'interior i comuniquen la planta baixa amb el jardí. Al primer pis hi ha dos finestrals rectangulars amb sortida a un balcó corregut, mentre que la segona planta presenta una galeria de cinc badius bastits amb arcs de mig punt. Per la part posterior de l'edifici, aquesta galeria es manté i té sortida al jardí posterior de la finca. El coronament de la façana presenta un ràfec de rajola vidrada decorada amb motius geomètrics, sostingut per permòdols de fusta.
La resta del parament de l'edifici es troba arrebossat i pintat de color blanc.

## Història
Aquesta casa juntament amb la Casa Blaua, va ser de les primeres que varen construir els estiuejants.